# صدف سبز آسیا
صدف سبز آسیا (نام علمی: Perna viridis) نام یک گونه از تیره دوکفه‌ای‌های میتیلیدا است.